# Csincse
Csincse is een plaats (község) en gemeente in het Hongaarse comitaat Borsod-Abaúj-Zemplén. Csincse telt 623 inwoners (2001).